# Boris Michailowitsch Kowaltschuk
Boris Michailowitsch Kowaltschuk (russisch Борис Михайлович Ковальчук; * 10. April 1940 in Magnitogorsk; † 7. Februar 2017 in Tomsk) war ein russisch-sowjetischer Physiker.

## Leben
Kowaltschuk studierte an der Elektroenergie-Fakultät des Polytechnischen Instituts Tomsk (TPI) mit Abschluss 1962. Darauf leitete er als Elektroingenieur ein Laboratorium des Forschungsinstituts für Kernphysik des TPI. Dann absolvierte er die Aspirantur und wurde zum Kandidaten der technischen Wissenschaften promoviert. Es folgte die Promotion zum Doktor der technischen Wissenschaften.
Ab 1970 leitete Kowaltschuk das Laboratorium für Nanosekundentechnik im Tomsker Institut für Atmosphärenoptik (IOA) der sibirischen Abteilung (SO) der Akademie der Wissenschaften der UdSSR (AN-SSSR). Mit seiner Beteiligung wurde der erste sowjetische Hochstrom-Elektronenbeschleuniger, die ersten Hochleistungsgaslaser, der erste Pulsgenerator mit induktiver Energiespeicherung und der erste Plasma-Stromschalter gebaut. Dank der entwickelten Hochleistungsgeneratoren eröffneten sich Wege zur Trägheitsfusion durch Einsatz von Lasern oder auch ausgehend vom Z-Pinch.
1977 wurde das Laboratorium in das Tomsker Institut für Hochstromelektronik (ISE) der SO der AN-SSSR übernommen. 1981 wurde es die Abteilung für Impulstechnik des ISE, die Kowaltschuk bis zu seinem Tode leitete. 1987 wurde er Korrespondierendes Mitglied der AN-SSSR und 1992 Wirkliches Mitglied der nun Russischen Akademie der Wissenschaften (RAN).
Kowaltschuk war Vorsitzender des Organisationsausschusses des International Symposium on High Current Electronics 2000, 2004 und 2006 und Cochairman des 2nd International Congress on Radiation Physics, High Current Electronics, and Modification of Materials 2006 des ISE in Tomsk. Seit 2015 war er Mitherausgeber der Elsevier-Zeitschrift Matter and Radiation at Extreme.

## Ehrungen, Preise
- Preis des Komsomol (1968)
- Staatspreis der UdSSR (1981)[3]
- Orden der Völkerfreundschaft (1986)
- Orden der Ehre (1997)
- Erwin Marx Award (1997) des Institute of Electrical and Electronics Engineers (IEEE) und der IEEE Nuclear and Plasma Sciences Society[3]
- Staatspreis der Russischen Föderation (1998)[3]
- Demidow-Preis (2007)
- Verdienstorden für das Vaterland IV. Klasse (2007)